# Anamorphidae
Anamorphidae là một họ bọ cánh cứng. Trước đây, chúng được xếp như là phân họ Anamorphinae trong họ Endomychidae. Họ này có khoảng 10 chi với ít nhất 20 loài đã được mô tả.

## Các chi
- Acritosoma Pakaluk and Slipinski, 1995
- Anamorphus LeConte, 1878
- Bystus Guérin-Méneville, 1857
- Catapotia Thomson, 1860
- Clemmus Hampe, 1850
- Exysma Gorham, 1891
- Micropsephodes Champion, 1913
- Micropsephus Gorham, 1891
- Rhymbomicrus Casey, 1916
- Symbiotes Redtenbacher, 1847